# Darko Fras
Darko Fras, slovenski pravnik in politik, * 12. oktober 1967, Maribor.
Diplomiral je na Pravni fakulteti v Mariboru iz gospodarskega prava. Pretežni del kariere se ukvarja z državno in lokalno samoupravo. Od leta 2002 do 2012 je bil član Državnega sveta Republike Slovenije, predsednik Komisije za lokalno samoupravo in regionalni razvoj. 
V letih od 2015-2018 je bil podpredsednik 2018-2019 pa predsednik mednarodnega združenja nacionalnih združenj mest in občin JV Evrope imenovanega NALAS. Je tudi član mednarodnega združenja State Legislative Leaders Foundation (SLLF) ali Transatlantic Leadership Academy (TLA), član in stalni sodelavec čezoceanskega združenja politikov in gospodarstvenikov ki ima sedež v ZDA in evropsko pisarno v Berlinu.
Je tudi zunanji partner organizacij, kot je East West Parlamentary Practice Project (EWPPP). Sodeloval je v več projektih, predvsem z državnimi in regionalnimi parlamenti na področju Rusije, Armenije, Bosne in Hercegovine, Črne Gore, Severne Makedonije in Albanije. 
Bil je direktor občinske uprave Občine Cerkvenjak ter Mestne uprave MO Maribor.
Od leta 2006 do 2018 je bil župan Občine Sveta Trojica v Slovenskih goricah.
V zadnjih letih je aktiven na področju pravnega in poslovnega svetovanja ter vodenja projektov tako v javni upravi kot tudi zasebnim investitorjem.
Za svoje delo je prejel več priznanj Skupnosti občin Slovenije ter posebno priznanje Slovenske frančiškanske province Sv. Križa. 